# Liste der Naturdenkmale in Sulzbach an der Murr
| Naturdenkmale | Anzahl |
| ------------- | ------ |
| FND           | 23     |
| END           | 10     |
| Gesamt        | 33     |

Die Liste der Naturdenkmale in Sulzbach an der Murr nennt die verordneten Naturdenkmale (ND) der im baden-württembergischen Rems-Murr-Kreis liegenden Gemeinde Sulzbach an der Murr. In Sulzbach an der Murr gibt es insgesamt 33 als Naturdenkmal geschützte Objekte, davon 23 flächenhafte Naturdenkmale (FND) und 10 Einzelgebilde-Naturdenkmal (END).
Stand: 5. Juni 2025.

## Einzelgebilde (END)
| Name                             | Bild | Kennung     | Einzelheiten         | Position | Fläche Hektar | Datum         |
| -------------------------------- | ---- | ----------- | -------------------- | -------- | ------------- | ------------- |
| Eiche mit umgebendem Baumbestand | BW   | 81190750027 | Sulzbach an der Murr | ⊙        | 0,0           | 17. Aug. 1981 |
| Einzeln stehende Weide           | BW   | 81190750004 | Sulzbach an der Murr | ⊙        | 0,0           | 31. Dez. 1986 |
| Königseiche                      | BW   | 81190750012 | Sulzbach an der Murr | ⊙        | 0,0           | 23. Aug. 1979 |
| Linde am Straßendreieck          | BW   | 81190750014 | Sulzbach an der Murr | ⊙        | 0,0           | 23. Aug. 1979 |
| Linde und Eichenbestand          | BW   | 81190750019 | Sulzbach an der Murr | ⊙        | 0,0           | 23. Aug. 1979 |
| Linde                            | BW   | 81190750017 | Sulzbach an der Murr | ⊙        | 0,0           | 23. Aug. 1979 |
| Linde                            | BW   | 81190750018 | Sulzbach an der Murr | ⊙        | 0,0           | 23. Aug. 1979 |
| Sogenannter Teufelsstein         | BW   | 81190750044 | Sulzbach an der Murr | ⊙        | 0,0           | 31. Dez. 1986 |
| 2 Eichen                         | BW   | 81190750013 | Sulzbach an der Murr | ⊙        | 0,0           | 23. Aug. 1979 |
| 2 Linden                         | BW   | 81190750016 | Sulzbach an der Murr | ⊙        | 0,0           | 23. Aug. 1979 |
| Legende für Naturdenkmal         |      |             |                      |          |               |               |

## Ehemalige Naturdenkmale
| Name                     | Bild | Kennung | Einzelheiten                       | Position | Fläche Hektar | Datum         |
| ------------------------ | ---- | ------- | ---------------------------------- | -------- | ------------- | ------------- |
| Linde am Ortseingang     |      |         | Sulzbach an der Murr Kleinhöchberg | ???      | 0,0           | 23. Aug. 1979 |
| Legende für Naturdenkmal |      |         |                                    |          |               |               |